# فتح‌الله کندی
فتح‌الله کندی، روستایی در دهستان لیلان جنوبی بخش مرکزی شهرستان لیلان در استان آذربایجان شرقی ایران است.

## جمعیت
بر پایه سرشماری عمومی نفوس و مسکن در سال ۱۳۹۵، جمعیت این روستا برابر با ۲۹۷ نفر (۸۴ خانوار) بوده‌است.